# Capocannonieri della Fußball-Bundesliga
In questa pagina sono riportati, in ordine cronologico, i calciatori che hanno vinto la classifica dei marcatori del massimo campionato tedesco di calcio, fin dall'anno della fondazione della Fußball-Bundesliga (1963-64).

## Vincitori della classifica marcatori della Fußball-Bundesliga
| Stagione | Nazione             | Giocatore             | Squadra               | Reti |
| -------- | ------------------- | --------------------- | --------------------- | ---- |
| 1963-64  | Germania (bandiera) | Uwe Seeler            | Amburgo               | 30   |
| 1964-65  | Germania (bandiera) | Rudolf Brunnenmeier   | Monaco 1860           | 24   |
| 1965-66  | Germania (bandiera) | Lothar Emmerich       | Borussia Dortmund     | 31   |
| 1966-67  | Germania (bandiera) | Lothar Emmerich       | Borussia Dortmund     | 28   |
| 1966-67  | Germania (bandiera) | Gerd Müller           | Bayern Monaco         | 28   |
| 1967-68  | Germania (bandiera) | Hannes Löhr           | Colonia               | 27   |
| 1968-69  | Germania (bandiera) | Gerd Müller           | Bayern Monaco         | 30   |
| 1969-70  | Germania (bandiera) | Gerd Müller           | Bayern Monaco         | 38   |
| 1970-71  | Germania (bandiera) | Lothar Kobluhn        | RW Oberhausen         | 24   |
| 1971-72  | Germania (bandiera) | Gerd Müller           | Bayern Monaco         | 40   |
| 1972-73  | Germania (bandiera) | Gerd Müller           | Bayern Monaco         | 36   |
| 1973-74  | Germania (bandiera) | Jupp Heynckes         | Borussia M'gladbach   | 30   |
| 1973-74  | Germania (bandiera) | Gerd Müller           | Bayern Monaco         | 30   |
| 1974-75  | Germania (bandiera) | Jupp Heynckes         | Borussia M'gladbach   | 27   |
| 1975-76  | Germania (bandiera) | Klaus Fischer         | Schalke 04            | 29   |
| 1976-77  | Germania (bandiera) | Dieter Müller         | Colonia               | 34   |
| 1977-78  | Germania (bandiera) | Dieter Müller         | Colonia               | 24   |
| 1977-78  | Germania (bandiera) | Gerd Müller           | Bayern Monaco         | 24   |
| 1978-79  | Germania (bandiera) | Klaus Allofs          | Fortuna Düsseldorf    | 22   |
| 1979-80  | Germania (bandiera) | Karl-Heinz Rummenigge | Bayern Monaco         | 26   |
| 1980-81  | Germania (bandiera) | Karl-Heinz Rummenigge | Bayern Monaco         | 29   |
| 1981-82  | Germania (bandiera) | Horst Hrubesch        | Amburgo               | 27   |
| 1982-83  | Germania (bandiera) | Rudi Völler           | Werder Brema          | 23   |
| 1983-84  | Germania (bandiera) | Karl-Heinz Rummenigge | Bayern Monaco         | 26   |
| 1984-85  | Germania (bandiera) | Klaus Allofs          | Colonia               | 26   |
| 1985-86  | Germania (bandiera) | Stefan Kuntz          | Bochum                | 22   |
| 1986-87  | Germania (bandiera) | Uwe Rahn              | Borussia M'gladbach   | 24   |
| 1987-88  | Germania (bandiera) | Jürgen Klinsmann      | Stoccarda             | 19   |
| 1988-89  | Germania (bandiera) | Thomas Allofs         | Colonia               | 17   |
| 1988-89  | Germania (bandiera) | Roland Wohlfarth      | Bayern Monaco         | 17   |
| 1989-90  | Norvegia (bandiera) | Jørn Andersen         | Eintracht Francoforte | 18   |
| 1990-91  | Germania (bandiera) | Roland Wohlfarth      | Bayern Monaco         | 21   |
| 1991-92  | Germania (bandiera) | Fritz Walter          | Stoccarda             | 22   |
| 1992-93  | Germania (bandiera) | Ulf Kirsten           | Bayer Leverkusen      | 20   |
| 1992-93  | Ghana (bandiera)    | Anthony Yeboah        | Eintracht Francoforte | 20   |
| 1993-94  | Ghana (bandiera)    | Anthony Yeboah        | Eintracht Francoforte | 18   |
| 1993-94  | Germania (bandiera) | Stefan Kuntz          | Kaiserslautern        | 18   |
| 1994-95  | Germania (bandiera) | Mario Basler          | Werder Brema          | 20   |
| 1994-95  | Germania (bandiera) | Heiko Herrlich        | Borussia M'gladbach   | 20   |

| Stagione | Nazione                                     | Giocatore                 | Squadra               | Reti |
| -------- | ------------------------------------------- | ------------------------- | --------------------- | ---- |
| 1995-96  | Jugoslavia (bandiera) · Germania (bandiera) | Fredi Bobic               | Stoccarda             | 17   |
| 1996-97  | Germania (bandiera)                         | Ulf Kirsten               | Bayer Leverkusen      | 22   |
| 1997-98  | Germania (bandiera)                         | Ulf Kirsten               | Bayer Leverkusen      | 22   |
| 1998-99  | Germania (bandiera)                         | Michael Preetz            | Hertha Berlino        | 23   |
| 1999-00  | Germania (bandiera)                         | Martin Max                | Monaco 1860           | 19   |
| 2000-01  | Bosnia ed Erzegovina (bandiera)             | Sergej Barbarez           | Amburgo               | 22   |
| 2000-01  | Danimarca (bandiera)                        | Ebbe Sand                 | Schalke 04            | 22   |
| 2001-02  | Brasile (bandiera)                          | Márcio Amoroso            | Borussia Dortmund     | 18   |
| 2001-02  | Germania (bandiera)                         | Martin Max                | Monaco 1860           | 18   |
| 2002-03  | Brasile (bandiera)                          | Giovane Élber             | Bayern Monaco         | 21   |
| 2002-03  | Danimarca (bandiera) · Spagna (bandiera)    | Thomas Christiansen       | Bochum                | 21   |
| 2003-04  | Brasile (bandiera)                          | Aílton                    | Werder Brema          | 28   |
| 2004-05  | Slovacchia (bandiera)                       | Marek Mintál              | Norimberga            | 24   |
| 2005-06  | Germania (bandiera) · Polonia (bandiera)    | Miroslav Klose            | Werder Brema          | 25   |
| 2006-07  | Grecia (bandiera)                           | Theofanis Gekas           | Bochum                | 20   |
| 2007-08  | Italia (bandiera)                           | Luca Toni                 | Bayern Monaco         | 24   |
| 2008-09  | Brasile (bandiera)                          | Grafite                   | Wolfsburg             | 28   |
| 2009-10  | Bosnia ed Erzegovina (bandiera)             | Edin Džeko                | Wolfsburg             | 22   |
| 2010-11  | Germania (bandiera)                         | Mario Gómez               | Bayern Monaco         | 28   |
| 2011-12  | Paesi Bassi (bandiera)                      | Klaas-Jan Huntelaar       | Schalke 04            | 29   |
| 2012-13  | Germania (bandiera)                         | Stefan Kießling           | Bayer Leverkusen      | 25   |
| 2013-14  | Polonia (bandiera)                          | Robert Lewandowski        | Borussia Dortmund     | 20   |
| 2014-15  | Germania (bandiera)                         | Alexander Meier           | Eintracht Francoforte | 19   |
| 2015-16  | Polonia (bandiera)                          | Robert Lewandowski        | Bayern Monaco         | 30   |
| 2016-17  | Gabon (bandiera)                            | Pierre-Emerick Aubameyang | Borussia Dortmund     | 31   |
| 2017-18  | Polonia (bandiera)                          | Robert Lewandowski        | Bayern Monaco         | 29   |
| 2018-19  | Polonia (bandiera)                          | Robert Lewandowski        | Bayern Monaco         | 22   |
| 2019-20  | Polonia (bandiera)                          | Robert Lewandowski        | Bayern Monaco         | 34   |
| 2020-21  | Polonia (bandiera)                          | Robert Lewandowski        | Bayern Monaco         | 41   |
| 2021-22  | Polonia (bandiera)                          | Robert Lewandowski        | Bayern Monaco         | 35   |
| 2022-23  | Germania (bandiera)                         | Niclas Füllkrug           | Werder Brema          | 16   |
| 2022-23  | Francia (bandiera)                          | Christopher Nkunku        | RB Lipsia             | 16   |
| 2023-24  | Inghilterra (bandiera)                      | Harry Kane                | Bayern Monaco         | 36   |
| 2024-25  | Inghilterra (bandiera)                      | Harry Kane                | Bayern Monaco         | 26   |

## Statistiche

### Vincitori classifica marcatori per squadra
- 24  Bayern Monaco
- 5  Borussia Dortmund,  Colonia,  Werder Brema
- 4  Bayer Leverkusen,  Borussia M'gladbach,  Eintracht Francoforte,  Stoccarda
- 3  Amburgo,  Bochum,  Monaco 1860,  Schalke 04
- 2  Wolfsburg
- 1  Fortuna Düsseldorf,  Hertha Berlino,  Kaiserslautern,  Norimberga,  RB Lipsia,  RW Oberhausen

### Vincitori classifica marcatori per nazionalità
- 44 volte:  Germania
- 7 volte:  Polonia
- 4 volte:  Brasile
- 2 volte:  Bosnia ed Erzegovina,  Danimarca, Francia,  Ghana,  Inghilterra
- 1 volta:  Gabon,  Grecia,  Italia,  Jugoslavia,  Norvegia,  Paesi Bassi,  Slovacchia,  Spagna

## Plurivincitori

### 7 volte
- Gerd Müller (Bayern Monaco)
- Robert Lewandowski (Borussia Dortmund 1) (Bayern Monaco 6)

### 3 volte
- Ulf Kirsten (Bayer Leverkusen)
- Karl-Heinz Rummenigge (Bayern Monaco)

### 2 volte
- 2  Klaus Allofs (Fortuna Düsseldorf)
- 2  Lothar Emmerich (Borussia Dortmund)
- 2  Jupp Heynckes (Borussia M'gladbach)
- 2  Stefan Kuntz (Bochum)
- 2  Martin Max (Monaco 1860)
- 2  Dieter Müller (Colonia)
- 2  Roland Wohlfarth (Bayern Monaco)
- 2  Anthony Yeboah (Eintracht Francoforte)
- 2  Harry Kane (Bayern Monaco)